# Zertifikate Forum Austria
Das Zertifikate Forum Austria (ZFA) ist die Branchenvertretung der führenden Emittenten strukturierter Wertpapiere in Österreich. Der 2006 gegründete Verein mit Sitz in Wien ist Mitglied des europäischen Dachverbandes EUSIPA, der die Interessen der Branche auf europäischer Ebene vertritt.

## Mitglieder
Der Verein hat aktuell vier ordentliche Mitglieder: Raiffeisen Bank International AG, Erste Group Bank AG, UniCredit Bank Austria AG und Vontobel. Laut eigener Schätzung beläuft sich der Marktanteil dieser Emittenten am ausstehenden Zertifikatevolumen in Österreich auf rund 65 Prozent.
Neben diesen Mitgliedern unterstützen Fördermitglieder die Arbeit des ZFA. Dazu zählen die Börse Stuttgart, die Börse Frankfurt Zertifikate AG und die Wiener Börse AG, das Finanzportal Finanzen.net GmbH, das elektronische Handelssystem Gettex sowie der Online-Broker Dadat. Außerdem wird das ZFA bei seinen Aktivitäten von einem Beirat aus den Bereichen Wirtschaft, Wissenschaft und Kommunikation begleitet.

## Aufgaben
Ziel des ZFA ist die Förderung und Entwicklung des Zertifikatemarkts in Österreich. Der Verein versteht sich als Vertreter der regulatorischen Interessen der Zertifikatebranche und somit als Ansprechpartner für Behörden und Institutionen.
Der Verein veröffentlicht Informationen über Funktionsweise und Produktklassen sowie Chancen und Risiken strukturierter Wertpapiere. Er bringt regelmäßig Statistiken zum Volumen des Zertifikatemarktes heraus. Des Weiteren organisiert er Veranstaltungen wie den alljährlichen Zertifikate Kongress. Ebenfalls jährlich zeichnet das ZFA gemeinsam mit dem Zertifikatejournal im Rahmen des Zertifikate Awards Austria die besten Emittenten in Österreichs aus.
Das ZFA unterstützt den Ausbau qualifizierter Kundenberatung. So bietet der Verein in Zusammenarbeit mit der BankAkademie der Bankwissenschaftlichen Gesellschaft (BWG) und dem Österreichischen Produktivitäts- und Wirtschaftlichkeits-Zentrum (ÖPWZ) die Ausbildung zum geprüften Zertifikateberater an.
Koordiniert vom ZFA haben die vier Mitglieder im Oktober 2021 einheitliche Produkt- und Transparenz-Standards für ESG-konforme Zertifikate vereinbart und in einem Nachhaltigkeits-Kodex festgehalten. Dieser wurde im November 2022 aktualisiert und beinhaltet nun die aktuellen Anforderungen im Rahmen einer Beratung zu nachhaltigem Investieren.